# Ушачь
Ушачь — река в России, протекает по территории Бакалинского района Республики Башкортостан. Устье реки находится в 100 км по левому берегу реки Сюнь. Длина реки — 34 км. Река протекает через населенные пункты: Новоурсаево, Нарат-Чукур, Старое Азмеево, Новое Азмеево, Покровка.

## Данные водного реестра
По данным государственного водного реестра России относится к Камскому бассейновому округу, водохозяйственный участок реки — Белая от города Бирск и до устья, речной подбассейн реки — Белая. Речной бассейн реки — Кама.